# Archieratikon
L'Archieratikon (en grec 'Αρχιερατικóν), ou Euchologe pontifical, est un ouvrage liturgique byzantin utilisé par les évêques orthodoxes. Il contient principalement les rites à usage régulier. La première édition a été publiée en 1714 à Venise. Deux autres sont assez connues : une version éditée à Constantinople en 1820 et une version révisée en 1971 à Athènes.

## Contenu
Il contient entre autres les divers rituels d'ordination.